# 크리셋 미셸

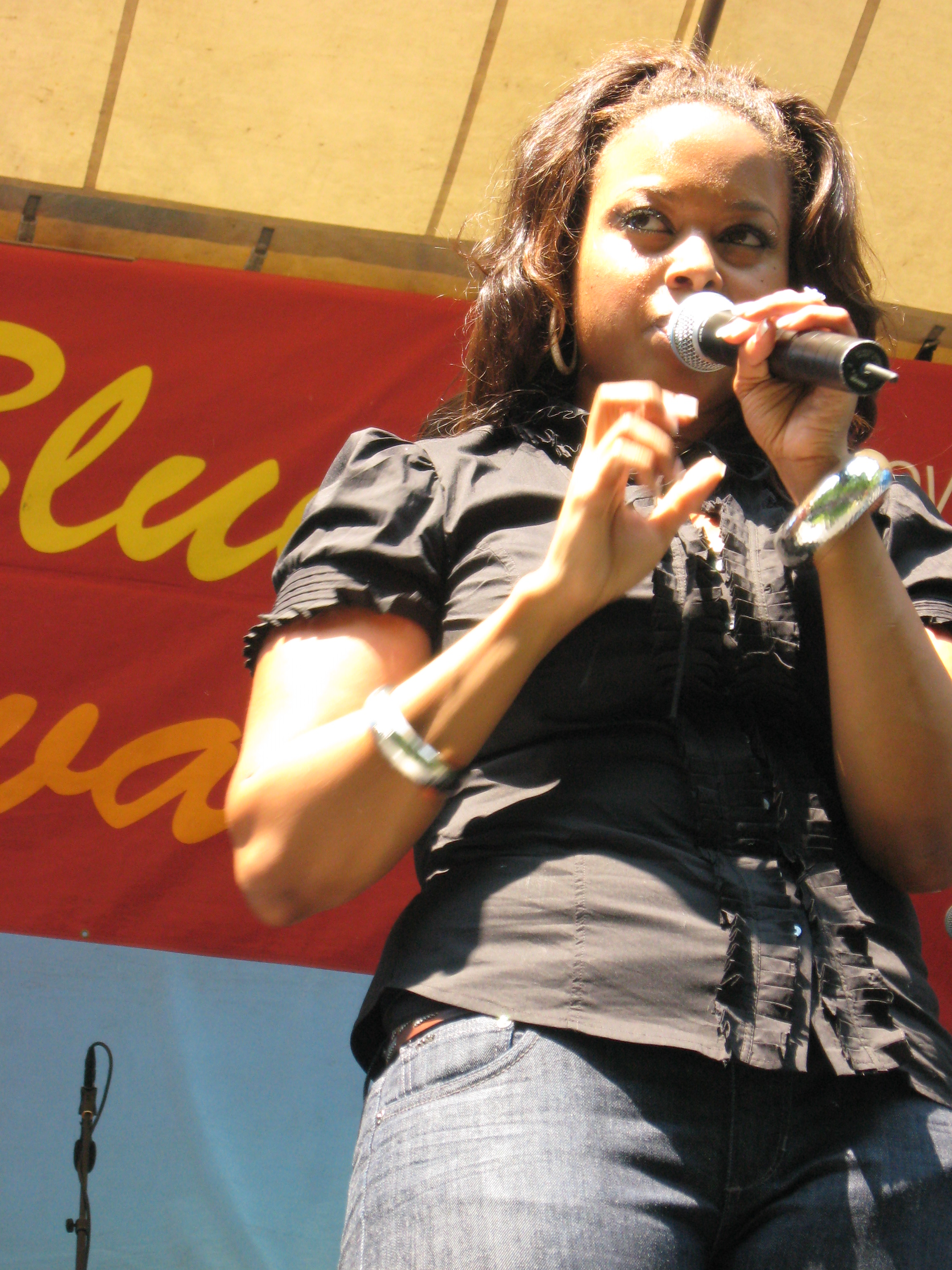
크리셋 미셸. 저라일라 버렐 촬영(Photo by Jalylah Burrell)

크리셋 미셸 페인(영어: Chrisette Michele Payne, 1982년 12월 8일~, 보통 줄여서 크리셋 미셸)은 미국의 R&B, 소울 싱어송라이터 가수이다. 현재 아일랜드 데프 잼 뮤직 그룹에 소속되어 있다. 〈Be OK〉라는 곡을 가지고, 2009년도 어번/얼터너티브 부문 그래미 상을 수상한 바 있다.
그녀는 에스더 필립스, 사라 본, 질 스콧, 매키 그레이, 에리카 바두, 엘라 피츠제럴드 등의 복고풍 재즈 스타일 창법을 구사한다.

## 약력
미셸은 뉴욕주 센트럴 아일슬립에서 태어났다. 그녀는 뉴욕주 패초그에서 어린 시절을 보냈는데, 그녀의 부모는 교회(church)에서 집사(deacon)로 일했다. 이 유년 시절과 그에 대한 추억이 그녀의 데뷔 앨범에 반영되었다.
크리셋 미셸의 아버지는 집사였고, 어머니는 성가대 지도자였다. 그녀는 고등학교 시절 성가대를 이끌었다. 그녀는 딕스 힐즈의 파이브 타운즈 칼리지를 졸업했다. 보컬 퍼포먼스(vocal performance) 학위를 받았다.

## 음악 경력

### 초기
미셸은 여러 유명한 힙합 앨범 작품에 참여하였다. 대표적으로는, 더 게임 (래퍼)의 앨범 《LAX》 등이 있다. 나스의 앨범 《Hiphop Is Dead》에서는 두 번째 싱글 〈Can't Forget About You〉, 카니예 웨스트가 프로듀스한 〈Still Dreaming〉, 마지막 곡 〈Hope〉 등에 피처링하였다. 최근들어서는 고스트페이스 킬라(Ghostface Killah)의 앨범 《The Big Doe Rehab》의 보너스 트랙에 참가하였다.

### 《I Am》 (2007)
크리셋 미셸의 데뷔 앨범은 《I Am》이다. 이 음반은 2007년 6월 18일 발매되었다. 〈Your Joy〉라는 곡은 아이튠즈 스토어에서 이 주의 무료 싱글곡(free single of the week)로서 발매되었다. 앨범에서는 싱글 네 곡이 나왔다. If I Have My Way, Best of Me, Be OK, Love Is You 등이다. 앨범의 첫 번째 싱글 Love Is You는 빌보드 지 핫 어덜트 R&B 에어플레이(Hot Adult R&B Airplay) 차트 4위를 기록하였다. 이러한 히트를 뒤이어 Best of Me는 핫 어덜트 컨템포러리 트랙스 차트 21위를 기록하였다. 2007년 12월 〈Be OK〉가 세 번째 싱글로서 발매되었다. 핫 R&B/힙합 차트 64위와 핫 어덜트 R&B 에어플레이 21위를 기록하였다. 2008년 〈Love Is You〉가 네 번째 싱글로서 발매되었다. 핫 R&B/힙합 90위, 핫 어덜트 R&B 에어플레이 20위를 기록하였다.

## 수상 & 후보 선정 기록
바이브 음악상(Vibe Music Awards)
- 2008, 올해의 급성장 음악가(Breakthrough Artist of the Year) (후보)

그래미상
- 2008, 여성 R&B 가수 부문 우수상: 〈If I Have My Way〉 (후보)
- 2009, 어번/얼터너티브 부문 그래미 상: 〈Be OK〉 (수상)

BET 상
- 2008, 신인가수상: (후보)

센트릭
- 2008, Virtual Awards: Soul Approved: (수상)
- 2008, 여성 가수 부문 우수상: (후보)

NAACP 이미지 상(NAACP Image Award)
- 2008, 신인가수상: (후보)

어번 음악상(Urban Music Awards)
- 2009, 여성 가수 부문 우수상: (후보)

## 디스코그래피

### 앨범
| 년도 | 앨범                                                   | 차트 순위 | 차트 순위 | 판매                   |
| 년도 | 앨범                                                   | U.S.      | U.S. R&B  | 판매                   |
| ---- | ------------------------------------------------------ | --------- | --------- | ---------------------- |
| 2007 | I Am - Debut studio album - Released: June 19, 2007    | 29        | 5         | - U.S. sales: 432,000  |
| 2009 | Epiphany - Second studio album - Released: May 5, 2009 | 1         | 1         | - U.S. sales: 300,000+ |

### 싱글
| 년도 | 싱글                           | 차트 순위     | 차트 순위 | 앨범     |
| 년도 | 싱글                           | 빌보드 핫 100 | U.S. R&B  | 앨범     |
| ---- | ------------------------------ | ------------- | --------- | -------- |
| 2007 | "If I Have My Way"             | 113           | 24        | I Am     |
| 2007 | "Best of Me"                   | —             | —         | I Am     |
| 2007 | "Be OK" (featuring 윌 아이 엠) | —             | 61        | I Am     |
| 2008 | "Love Is You"                  | —             | 90        | I Am     |
| 2009 | "Epiphany"                     | 89            | 14        | Epiphany |
| 2009 | "Blame It on Me"               | —             | 31        | Epiphany |
| 2009 | "What You Do" (featuring 니요) | —             | 57        | Epiphany |
| 2009 | "Fragile" (featuring Wale)     | TBA           | TBA       | Epiphany |

### 싱글 참여곡
| 년도 | 싱글                                                       | 차트 순위 | 차트 순위 | 앨범            |
| 년도 | 싱글                                                       | U.S.      | U.S. R&B  | 앨범            |
| ---- | ---------------------------------------------------------- | --------- | --------- | --------------- |
| 2006 | "Lost One" (Jay-Z featuring Chrisette Michele)             | 58        | 19        | Kingdom Come    |
| 2007 | "Can't Forget About You" (Nas featuring Chrisette Michele) | —         | 46        | Hip Hop Is Dead |

### 기타
| 년도 | 싱글              | 차트 순위             | 앨범 |
| 년도 | 싱글              | Hot R&B/Hip-Hop Songs | 앨범 |
| ---- | ----------------- | --------------------- | ---- |
| 2007 | "In This For You" | 122                   | I Am |